# 亚伯拉罕·斯特恩
亚伯拉罕·斯特恩（希伯來語：‎，1907年12月23日—1942年2月12日），犹太准军事组织伊尔贡创始人之一，1940年9月另创建了锡安主义组织莱希，该组织又被称为“斯特恩帮”。第二次世界大战期间，他曾尝试与纳粹德国合作。1942年，他被英国警察抓获并处决。